# Newfoundland and Labrador Cup
De Newfoundland and Labrador Cup, meestal kortweg de NL Cup genoemd, is de voetbalbekercompetitie van de Canadese provincie Newfoundland en Labrador. Het toernooi werd opgericht in 2024 en werkt met een knock-outsysteem.
De NL Cup wordt normaal gezien afgewerkt van begin mei tot eind augustus, waardoor deze gelijkloopt met het in Newfoundland en Labrador gangbare competitievoetbalseizoen. In de eerste jaargang namen enkel mannenteams deel, maar vanaf 2025 is er ook een NL Cup voor damesteams.

## Geschiedenis

### Ontstaansgeschiedenis
De provincie Newfoundland en Labrador heeft een provinciale competitie voor zowel mannen (de Challenge Cup) als vrouwen (de Jubilee Trophy). Dit zijn kleine, gesloten competities met uitsluitend ploegen uit het dichtbevolkte oosten van het eiland Newfoundland (voornamelijk uit de Metropoolregio St. John's).
Ploegen elders in de geografisch zeer uitgestrekte provincie komen uit in verscheidene lokale voetbalbonden en -competities. Ook in de regio rond de provinciehoofdstad St. John's zijn er enkele lokale competities en bonden. Door dit alles is het voetbal in de provincie erg versnipperd en spelen clubs uit verschillende regio's en reeksen nooit tegen elkaar.
De voetbalbond van Newfoundland en Labrador besloot daarom om de NL Cup op te richten, om op die manier heel Newfoundland bij het voetbal op het hoogste provinciale niveau te betrekken. Dit mede in het kader van de groeiende interesse voor de sport in de provincie (en in Canada in het algemeen). Doordat er met een knock-outsysteem gewerkt wordt zijn de soms grote verplaatsingen veel beter behapbaar dan wanneer er sprake zou zijn van een werkelijk eilandbrede klassementscompetitie.

### Algemeen
Het bekertoernooi werd voor het eerst gehouden in 2024 met vijftien ingeschreven mannenteams. Vanaf de oprichting was de beker voorzien voor zowel heren als dames, maar er waren te weinig geïnteresseerde damesploegen om de competitie ook voor hen op te richten. De bekercompetitie liep van begin mei tot eind augustus, waardoor deze samenviel met het provinciale voetbalseizoen.
De tweede jaargang (2025) brengt enkele veranderingen, zo zal de beker gehouden worden van eind augustus tot eind oktober; met andere woorden na het provinciale voetbalseizoen. Dit mede vanwege de dat jaar in de provincie plaatsgrijpende Canada Games. Ook zal er voor het eerst een vrouwenbeker uitgereikt worden.

## Opzet
Het bekertoernooi werd gecreëerd naar het model van de Engelse FA Cup. Ploegen uit verschillende reeksen nemen het hierin tegen elkaar op, waarbij de verliezer onherroepelijk uitgeschakeld is. Wie tegen wie speelt wordt bepaald door een loting, net als welke ploeg de match thuis mag afwerken. Er is dus geen sprake van een heen- en terugmatch.
De regels van de NL Cup bepalen dat indien er na de standaardspeeltijd van 90 minuten een gelijkspel op het bord staat, er onmiddellijk wordt overgegaan naar een strafschoppenserie. Enkel in de halve finale en finale wordt er eerst nog een halfuur extra speeltijd aan de match toegevoegd.
Het aantal rondes wordt bepaald aan de hand van het aantal clubs dat zich inschreef (en werd goedgekeurd). Indien een te laag aantal clubs ervoor zou zorgen dat een club in de eerste ronde geen tegenstander heeft, dan gaat er een bye naar een team dat uitkomt in de hoogste provinciale competitie. Wanneer er daarentegen een te hoog aantal teams is ingeschreven, worden er één of meerdere play-inmatchen gespeeld.
De finale wordt afgewerkt in het King George V Park te St. John's, het belangrijkste stadion van de provincie.

## Deelnemende teams
Teams kunnen er zelf voor kiezen om zich in te schrijven voor de NL Cup. Een inschrijving kost 500 Canadese dollar en teams uit eender welke reeks of competitie zijn welkom. Aan de editie van 2024 deden bijvoorbeeld drie teams uit de Challenge Cup, acht teams uit de St. John's Intermediate League en twee teams uit de Corner Brook Senior Soccer League mee, met ook nog twee veteranenteams uit de St. John's Masters League die deelnamen.
Bij de mannen namen in de eerste editie (2024) vijftien teams deel, hetgeen in de tweede editie steeg naar zeventien teams. Bij de vrouwen nemen in hun eerste editie (2025) negen teams deel.

## Finales

### Mannen
| Jaar | Winnaar      | Uitslag | Verliezend finalist |
| ---- | ------------ | ------- | ------------------- |
| 2024 | Feildians AA | 5 – 2   | 1949 FC             |
| 2025 | n.t.b.       | n.t.b.  | n.t.b.              |

### Vrouwen
| Jaar | Winnaar | Uitslag | Verliezend finalist |
| ---- | ------- | ------- | ------------------- |
| 2025 | n.t.b.  | n.t.b.  | n.t.b.              |